# Les Petits Princes
Pour plus de détails, voir Fiche technique et Distribution.
Les Petits Princes est une comédie dramatique française coécrite et réalisée par Vianney Lebasque, sortie en 2013.

## Synopsis
JB, jeune prodige de seize ans et pauvre, est le dernier à intégrer le centre de formation où évoluent les plus grands espoirs du ballon rond. Entre l’amitié, la compétition, les rivalités et son attirance pour Lila, une jeune fille passionnée de street art, JB va devoir se battre malgré le lourd secret qui pourrait l’empêcher d’atteindre son rêve.

## Fiche technique
- Titre original : Les Petits Princes
- Titre international : The Dream Kids
- Réalisation : Vianney Lebasque
- Scénario : Mathieu Gompel et Vianney Lebasque
- Décors : Pierre Ferrari
- Costumes : Marion Moulès et Matthieu Camblor
- Photographie : Manuel Teran
- Son : François de Morant
- Montage : Claire Fieschi
- Musique : Christophe Menassier
- Production : Maya Hariri, Joffrey Hutin et Marc-Etienne Schwartz
- Sociétés de production : M.E.S Productions et RHAMSA Productions
- Sociétés de distribution : EuropaCorp Distribution ; Belga Films (Belgique)
- Budget : 3 835 000 d'euros[1]
- Pays d'origine :  France
- Langue originale : français
- Format : couleur
- Genre : comédie dramatique
- Durée : 90 minutes
- Dates de sortie : 
  - France : 26 juin 2013
  - Belgique : 3 juillet 2013

## Distribution
- Paul Bartel : JB
- Reda Kateb :  Reza, l'entraîneur-adjoint
- Samy Seghir : Selim, rival de JB
- Eddy Mitchell : Yvan « coach » Lecomte, l'entraîneur
- Adel Bencherif : Sofiane, frère aîné de Selim, joueur vedette
- Ralph Amoussou : El Malah, Togolais qui partage la chambre de JB
- Ahmed Dramé : Nimo
- Margot Bancilhon : Lila
- Olivier Rabourdin : Christian, père de JB
- Mathias Mlekuz : Guy
- Amelie Chavaudra : Anaïs, amie de Lila
- Clément Solignac : Steve
- François Deblock : Piwi
- Cédric Ben Abdallah : Mickaël
- Nassim Si Ahmed : le jeune artiste
- Antoine Bujoli : Wu
- Robert Abogo : Roger
- Sidwell Weber : Juliette
- Paola Guidicelli : Constance
- Fabienne Darnaud : la cardiologue
- Isabelle Santos : la professeure
- Julien Derobe : l'entraîneur de l'équipe de France
- David Van de Woestyne : le journaliste
- Flavien Dareau : le serveur du restaurant

## Production
Prenant conscience que le film risquait de rebuter une partie des amateurs de football, le réalisateur souhaitant ne pas utiliser l'image du PSG, déguisa les lieux afin qu’ils ne soient pas reconnaissables et inventa un club (le FCS) pour les besoins du film.

### Tournage
Le film a été tourné au camp des Loges à Saint-Germain-en-Laye, dans le Centre de formation du Paris Saint-Germain.

## Musique
La musique originale a été composée par Christophe Ménassier.

## Accueil

### Box-office
Box-office France : 79 262 entrées

## Distinctions

### Récompenses
- Prix Cinéma 2013 de la Fondation Diane et Lucien Barrière

### Nominations
- César 2014 : Meilleur espoir masculin pour Paul Bartel